# Ligue des cadets de l'air du Canada
 (décembre 2020).
La Ligue des cadets de l'air du Canada est un organisme bénévole qui offre un soutien financier aux cadets de l'Aviation royale canadienne. La Ligue des cadets de l'Air est propriétaire de tous les aéronefs utilisés dans le programme de planeurs des cadets de l'air. 
La ligue est organisée en trois niveaux : le niveau national, le niveau provincial et le niveau local, chacun étant responsable de différents domaines de la ligue.

## Historique
La Ligue des cadets de l’Air du Canada est née au début de la Seconde Guerre mondiale quand le ministre de la Défense nationale pour l’air, Charles G. Power, a relevé le besoin de constituer un organisme bénévole chargé de former la jeunesse en aéronautique. Le besoin de former de jeunes gens et de les préparer à appuyer les efforts militaires pendant la Seconde Guerre mondiale était la raison d’être de la Ligue des cadets de l’Air à ses débuts. En 1940, le décret CP 6647 a autorisé la création du Mouvement des cadets de l’Air au Canada, soit d’un corps junior pour garçons de 12 à 14 ans et d’un corps senior pour les adolescents de 15 à 18 ans. Vers le début du développement de la Ligue, un partenariat avec l’Aviation royale canadienne a contribué au succès du Mouvement des cadets de l’Air au Canada en donnant accès à des bourses de pilotage et à des centres d’instruction.
Le 9 avril 1941, le Secrétaire d’État du Canada a accordé, par voie de lettres patentes, une charte officielle instaurant la Ligue des cadets de l’Air du Canada en tant qu’organisme à but non lucratif en vertu de la Partie II de l’Acte des compagnies de 1937. Le Mouvement des cadets de l’Air a vu quadrupler sa croissance de 1941 à 1944, le nombre de ses escadrons passant de 79 à 374. Au sommet de sa croissance, environ 29 000 cadets s’étaient enrôlés.
Si les débuts de la Ligue des cadets de l’Air du Canada, pendant les années 1940, ont été placés sous l’influence militaire et que l’évolution naturelle des cadets au cours de cette période a consisté à soutenir la guerre, les fonctions actuelles de la Ligue et les compétences enseignées aux cadettes et cadets sont prisées dans différentes professions du secteur de l’aéronautique et de l’aérospatiale.
Pendant l’après-guerre, le Mouvement des cadets de l’Air a vu son effectif ramené à 15 000 cadets de l’air à l’échelle du pays, cet effectif étant le bienvenu en temps de paix très bienvenue. Malgré la baisse de l’effectif, la Ligue des cadets de l’Air du Canada a continué à juger utile de développer les qualités de chef et le civisme chez les jeunes du Canada. L’organisation a misé sur l’enseignement du pilotage, de l’art oratoire, du travail d’équipe, de la survie, de la navigation, du tir, de la musique et des compétences techniques en aéronautique et en aérospatiale.

## Organisation
Le siège national est régi par le Conseil des gouverneurs, l’instance provinciale est régie par les comités provinciaux et l’instance locale est régie par les comités de répondants. La Ligue des cadets de l’Air du Canada réalise des initiatives sans but lucratif, de concert avec les Forces armées canadiennes entre autres partenaires, en maintenant l’intérêt des garçons et filles canadiens (de 12 à 18 ans) à l’égard de leur développement personnel et professionnel dans le domaine de l’aéronautique. Le siège national se trouve à Ottawa, en Ontario, au Canada.
En 2018, plus de 27 000 jeunes personnes participaient au Programme des cadets en tant que cadettes et cadets de l’Air.

### Les filles dans le Mouvement des cadets de l’air
Le Parlement du Canada a approuvé officiellement la participation des filles au Mouvement des cadets de l’Air le 30 juillet 1975, bien que leur participation « officieuse » ait été signalée avant cela. Actuellement, les filles comptent pour environ 30 % des effectifs des escadrons dans l’ensemble du Canada.

### Instruction et uniforme des cadets
L’unification des forces armées canadiennes, en 1968, a mis fin au partenariat avec l’Aviation royale canadienne et donné naissance à un nouveau partenariat avec les Forces armées canadiennes. Les officiers du Cadre des instructeurs de cadets (CIC), qui sont des membres des Forces armées canadiennes, facilitent et supervisent les programmes d’instruction des cadettes et cadets de l’Air. Les normes médicales des Forces armées canadiennes et des exigences de sélection précises sont respectées dans la procédure de sélection des instructrices et instructeurs. Les Cadets de l’Aviation royale du Canada portent de traditionnels uniformes bleus.

## Récompenses, bourses d’études et programmes
Les cadettes et cadets ont accès à des récompenses, des bourses d’études et des programmes offerts dans le cadre du Programme des cadets de l’Air.

### Programme de planeur
En 1965, le programme de planeur le plus grand du monde a été lancé au cours d’un camp d’été à Penhold, en Alberta. En moyenne, il y a plus de 50 000 vols de planeur par année, ce qui donne à chaque cadette ou cadet l’occasion d’effectuer au moins un vol de familiarisation par année. Les cadettes et cadets admissibles peuvent obtenir leur licence de pilote de planeur de Transports Canada à la fin de leur participation à la formation.

### Programme international d’échanges de cadets de l’air
Le premier échange fructueux a eu lieu en 1947, entre 46 cadets et deux officiers du Royaume-Uni et du Canada. Le premier échange entre le Canada et les États-Unis a eu lieu une année plus tard. Au cours des années subséquentes, la Suède a échangé des cadets avec le Canada (1950), suivie par la Norvège, les Pays-Bas et le Danemark (1951). Le besoin d’échanger des connaissances sur la formation au pilotage entre différents pays a donné naissance du Programme international d’échanges de cadets de l’air au cours des années 1950. Le Programme international d’échanges de cadets de l’air vise à favoriser l’amitié et la compréhension entre les pays participants et à encourager les cadettes et cadets à s’intéresser aux affaires internationales.

### Programme national d’art oratoire
Les cadettes et cadets ont l’occasion d’accroître leur assurance, leur capacité de raisonnement et leur capacité d’organiser et d’exprimer des idées. Ils peuvent participer au programme annuel d’art oratoire au palier local, dans leur escadron, et à des concours aux niveaux régional, provincial et national. Ils doivent préparer un discours de 5 minutes sur un sujet choisi dans une liste approuvée par le Comité national de l’art oratoire et ensuite prononcer un discours impromptu de 3 minutes. La gagnante ou le gagnant du concours se voit décerner une médaille, un cadeau et un certificat de participation.

### Récompenses et bourses d’études
La Ligue des cadets de l’Air du Canada offre de concert avec différents partenaires de nombreuses bourses d’études  et récompenses aux Cadets de l’Aviation royale du Canada . Des récompenses et bourses supplémentaires sont accordées directement par des partenaires et commanditaires de la Ligue des cadets de l’Air du Canada en plus de celles qui sont énumérées ci-dessous.
| Nom                                                               |
| ----------------------------------------------------------------- |
| Récompenses pour la formation continue en pilotage                |
| Prix du cadet de l'Air de l'année de la Légion royale canadienne  |
| Récompenses d'excellence en musique                               |
| Récompenses d'accomplissement en formation de pilote              |
| Bourse de la Fondation des jeunes citoyens                        |
| Bourse Birchall                                                   |
| Bourse Dale                                                       |
| Bourse Alex Venables en génie                                     |
| Bourses Jazz                                                      |
| Bourses de la Fondation de la Ligue des cadets de l'Air du Canada |
| Bourse d’études Thomas Colfer                                     |
| Bourse d’études de la Fondation nationale de la Légion            |

## Carrières et influence de l’industrie
La Ligue des cadets de l’Air Cadet tient le Salon des carrières Triple AAA de concert avec différents partenaires de l’industrie, des éducateurs, des formateurs et des entreprises associées à l’industrie aéronautique. Les cadets de l’air diplômés notoires comprennent Chris Hadfield et Jeremy R. Hansen. Les partenariats avec diverses organisations apparentées et organisations de l’industrie permettent aux cadettes et cadets de profiter de nombreuses occasions en aéronautique et en aérospatiale. La plupart des carrières offertes par cette industrie se font en fabrication, en entretien, en réparation et en remise en état.

## La LCAC au cinéma
Le court-métrage documentaire Air Cadets (en) de Jane Marsh (en), sortie 25 mai 1944, est consacré au Mouvement des cadets de l’Air.

## Reconnaissance
Le Panthéon de l’Aviation du Canada a décerné à la Ligue le prix d’excellence Belt of Orion en 1989.

## Répertoire national
- Chef Commodore Honoraire : e prince Philip, duc d'Édimbourg
- Présidente honoraire : Julie Payette, Gouverneure générale du Canada
- Les officiers honoraires[16]
  - Présidente honoraire: Maryse Carmichael
  - Trésorier honoraire: Bob Robert
  - Secrétaire honoraire: Leonard G. Jenks
- Associés honoraires à vie[16]
  - Robert Burchinshaw
  - Edmond Lanthier
  - Richard Logan
  - Arthur Macdonald
  - Rhodie Mercer
  - Robert L. Mortimer
- Directeurs honoraires[16]
  - Kathleen Birchall
  - William Buckham
  - Ronald Button
  - Fred Sutherland
- Comité exécutif[16]
  - Président : James Hunter
  - Président sortant : C. Mervin Ozirny
  - Première vice-présidente : Hille Viita
  - Vice-président : Thomas Taborowski
  - Vice-président : Marc Lacroix
  - Vice-présidente : Suzanne Madden
- Conseil des Gouverneurs[16]
  - Comité exécutif plus :
  - Jerry Elias
  - Russell Gallant
  - Christian Stumpf
  - Douglas Slowski
  - Kevin Robinson
  - Roch Leblanc
  - Thomas Sand
  - Jacqueline Pepper-Journal
  - John Nolan
  - Mark Brickwood
- Associés à l’ensemble
  - Rick Brooks
  - Ernest Wiesner
  - André Guilbault
  - Charles Bouchard
  - Michael Rehill
  - Raquel Lincoln
- Présidents de comités provinciaux[16]

| Province/Territoire     | Président          |
| ----------------------- | ------------------ |
| Terre-Neuve et Labrador | William Cahill     |
| Île-du-Prince-Édouard   | Kendra Mellish     |
| Nouvelle-Écosse         | Bruce Morse        |
| Nouveau-Brunswick       | Dee Davis          |
| Québec                  | Raynald Bouchard   |
| Ontario                 | Dan Hutt           |
| Manitoba                | Raquel Lincoln     |
| Saskatchewan            | David Deswiage     |
| Alberta                 | Rhonda Barraclough |
| Colombie-Britannique    | Donald W. Doern    |
| Pan Territorial         | Murray Adams       |

- Conseil consultatif & anciens présidents[16]

| James Hunter            | 2019-2020 |
| C. Mervin Ozirny CD     | 2018–2019 |
| Donald A. Berrill CD    | 2016–2018 |
| Donald W. Doern CD      | 2015–2016 |
| Keith Mann              | 2014–2015 |
| Tom White               | 2013–2014 |
| Ken Higgins             | 2012–2013 |
| Bob Robert CD           | 2011–2012 |
| Grant S. Fabes          | 2010–2011 |
| Joe Johnson             | 2009–2010 |
| Jan Reidulff            | 2008–2009 |
| Michel Cataford         | 2007–2008 |
| Craig Hawkins           | 2006–2007 |
| Lionel Bourgeois        | 2005–2006 |
| Guy Albert              | 2004–2005 |
| Brent Wolfe             | 2003–2004 |
| James Ash               | 2002–2003 |
| Gilles Cuerrier         | 2001–2002 |
| Ron Ilko                | 2000–2001 |
| Leonard G. Jenks        | 1999–2000 |
| Max W. Goldack          | 1998–1999 |
| André Courville         | 1997–1998 |
| Fred Hopkinson          | 1996–1997 |
| J.R. Bob Goudie         | 1995–1996 |
| Irene R. Doty           | 1994–1995 |
| Peter P. Prescott       | 1993–1994 |
| Donald P. Gladney       | 1992–1993 |
| William C.F. Beattie    | 1991–1992 |
| David Hayden            | 1990–1991 |
| Harold M. Fowler        | 1989–1990 |
| Bernard Clement         | 1988–1989 |
| W.R, Ran Clerihue       | 1987–1988 |
| Robert Parsons          | 1986–1987 |
| Theodore E. Philipchuk  | 1985–1986 |
| Walter Mildren          | 1984–1985 |
| James G. McKeachie      | 1983–1984 |
| Paul Kinsman            | 1982–1983 |
| Cecil J. Palmer         | 1981–1982 |
| Andre Dumas             | 1980–1981 |
| Philip W. Hastings      | 1979–1980 |
| Charles M. Konvalinka   | 1978–1979 |
| Andre R. Morrisette     | 1977–1978 |
| Percy H. Davis          | 1976–1977 |
| Charles Baxter          | 1975–1976 |
| Donald H. Arnette       | 1974–1975 |
| Joseph Venis            | 1973–1974 |
| Robert G. Dale          | 1972–1973 |
| James T. Eaton          | 1971–1972 |
| Wallace Collie          | 1970–1971 |
| F.A James Laws          | 1969–1970 |
| Victor Houghton         | 1968–1969 |
| Edward Vopni            | 1967–1968 |
| Robert F. Inch          | 1965–1967 |
| Ivan B. Quinn           | 1963–1965 |
| Arthur R. Smith         | 1961–1963 |
| John F. Ayre            | 1960–1961 |
| Hugh P. Illsely         | 1959–1960 |
| J. Gustave LeDroit      | 1957–1959 |
| Eric M. Duggan          | 1956–1957 |
| George A.D. Will        | 1955–1956 |
| H. Darroch Macgillivray | 1953–1955 |
| Harold L. Garner        | 1952–1953 |
| Banker Bates            | 1951–1952 |
| Alex Ross               | 1949–1951 |
| Douglas Taylor          | 1947–1949 |
| A.W. Carter             | 1946–1947 |
| Arthur L. Melling       | 1945–1946 |
| Donald R. MacLaren      | 1944–1945 |
| George B. Foster        | 1941–1944 |

* Les anciens présidents en caractères gras sont membres du Conseil consultatif.